# 豊島形
豊島形（としまがた）は、幕末に江戸幕府が建造した西洋式帆船の型式。

## 解説
2本マストの木造船で、要目は全長12丈2寸（36.4m）・甲板幅2丈5尺（7.6m）・深さ2丈1尺（6.4m）・1400石積み、乗員18人。型名は横須賀製鉄所沖に浮かぶ猿島の古称の豊島に由来する。「豊島形一番」から「豊島形四番」まで同型船4隻が量産された。詳細は不明な点が多く、元綱数道によれば建造地は石川島造船所であるが、船の科学館の資料によると石川島造船所では建造されていない。「豊島形四番」については建造年を「午四年」とする史料がある。
勝海舟は1866年（慶応2年）に「鳳凰丸」が石川島造船所で大改装を受けて豊島形になったとするが、戊辰戦争中に新政府方が作成した調査資料では、「鳳凰丸」は豊島形4隻とは別の船として扱われている。杉山謙二郎によると、『遊撃隊起終録』に含まれるスケッチでも外観上の類似性は乏しいという。
竣工した豊島形各船は、幕府海軍や貸し出しを受けた諸藩の手で、運送船として使用された。1868年8月19日（明治元年7月2日）時点での新政府方の調査では、「豊島形一番」は激しく損傷しているため石川島造船所にあり、「豊島形二番」は出羽国に寄港後に消息不明、「豊島形三番」は加賀藩の物資を積んで出航中、「豊島形四番」はマストを破損して品川沖に停泊中であった。うち、「豊島形四番」は「君沢形四番」とともに水戸藩へ貸与予定となっており、「豊島形三番」に関しては加賀藩に対し、敦賀港へ回航して現地の新政府軍軍務官の指揮下に入れるよう命令が出されている。その後、1869年（明治2年）作成の史料では、「豊島形四番」は徳川宗家の所有とされている。